# Blumental (dal i Österrike)
Blumental är en dal i Österrike.   Den ligger i förbundslandet Niederösterreich, i den nordöstra delen av landet, 30 km nordost om huvudstaden Wien.
Trakten runt Blumental består till största delen av jordbruksmark. Runt Blumental är det ganska tätbefolkat, med 67 invånare per kvadratkilometer.